# Andrzej Zaremba
 (octobre 2018).
Si vous disposez d'ouvrages ou d'articles de référence ou si vous connaissez des sites web de qualité traitant du thème abordé ici, merci de compléter l'article en donnant les références utiles à sa vérifiabilité et en les liant à la section « Notes et références ».
Andrzej Zaremba de Czermin, armoiries Zaremba, fut évêque de Poznań de 1297 à 1317 ou 1318.

## Biographie
Fils de Szymon Zaremba, castellan de Gniezno, Andrzej Zaremba appartient à une des familles les plus puissantes de Grande-Pologne de cette époque. Chapelain du prince polonais Boleslas le Pieux, il devient chancelier du roi Przemysł II en 1280. En 1282, il est également nommé archidiacre de Kalisz. Après la mort de Przemysł en 1296, il se met au service de la chancellerie du duc Władysław Łokietek. Il apparaît dans un document de 1297 en tant que préposé du chapitre de Poznań. La même année, il quitte la cour de Władysław pour occuper le siège épiscopal de Poznań, succédant ainsi à Jan Gerbicz.  
Il est le principal artisan de l’accord conclu entre Władysław, Henri III de Głogów et les puissants de Grande-Pologne en juin 1298 à Kościan, qui, en échange du soutien à Władysław à la couronne de Pologne, élargit les privilèges des évêques de Poznań et lie le poste du chancelier du royaume avec celui d'évêque de Poznań. Mais bientôt après, Zaremba devient leader de l'opposition à Ladislas et en 1299, il le frappe d’interdit dans le diocèse de Poznań. (Ce dernier fait est contesté par certains historiens.) 
Henri III de Głogów ne réussissant pas à contrer Venceslas II, Andrzej Zaremba se rallie à ce dernier et il œuvre à son couronnement en tant que roi de Pologne qui a lieu le 26 juin 1295. Après la mort de Venceslas II, puis celle de Venceslas III, il soutient à nouveau Henri III de Głogów qui devient le maître de la Grande Pologne.   
Cependant, craignant une influence grandissante du Saint-Empire en Grande Pologne, la majorité des grandes familles polonaises s’opposent à Henri III et à ses fils. Andrzej Zaremba et l’archevêque de Gniezno Jakub Świnka prennent donc la tête du camp des opposants. En 1312, ils jettent l’anathème sur les fils d'Henri III, mettant ainsi fin à leur règne en Grande Pologne. Un an plus tard, Andrzej Zaremba se range définitivement dans le camp de Władysław Łokietek.  
Andrzej Zaremba décède entre le 13 avril 1317 et le 26 mai 1318.